# Chalus (Iran)
Chālūs (in farsi: چالوس) è il capoluogo dello shahrestān di Chalus, circoscrizione Centrale, nella provincia del Mazandaran in Iran. Nel 2006 aveva una popolazione di 44.618 abitanti. La città è attraversata dal fiume Chalus e si trova a 3 km dal litorale del mar Caspio. Una strada che attraversa i monti Elburz la collega a Teheran.